# Vägräckesbalk

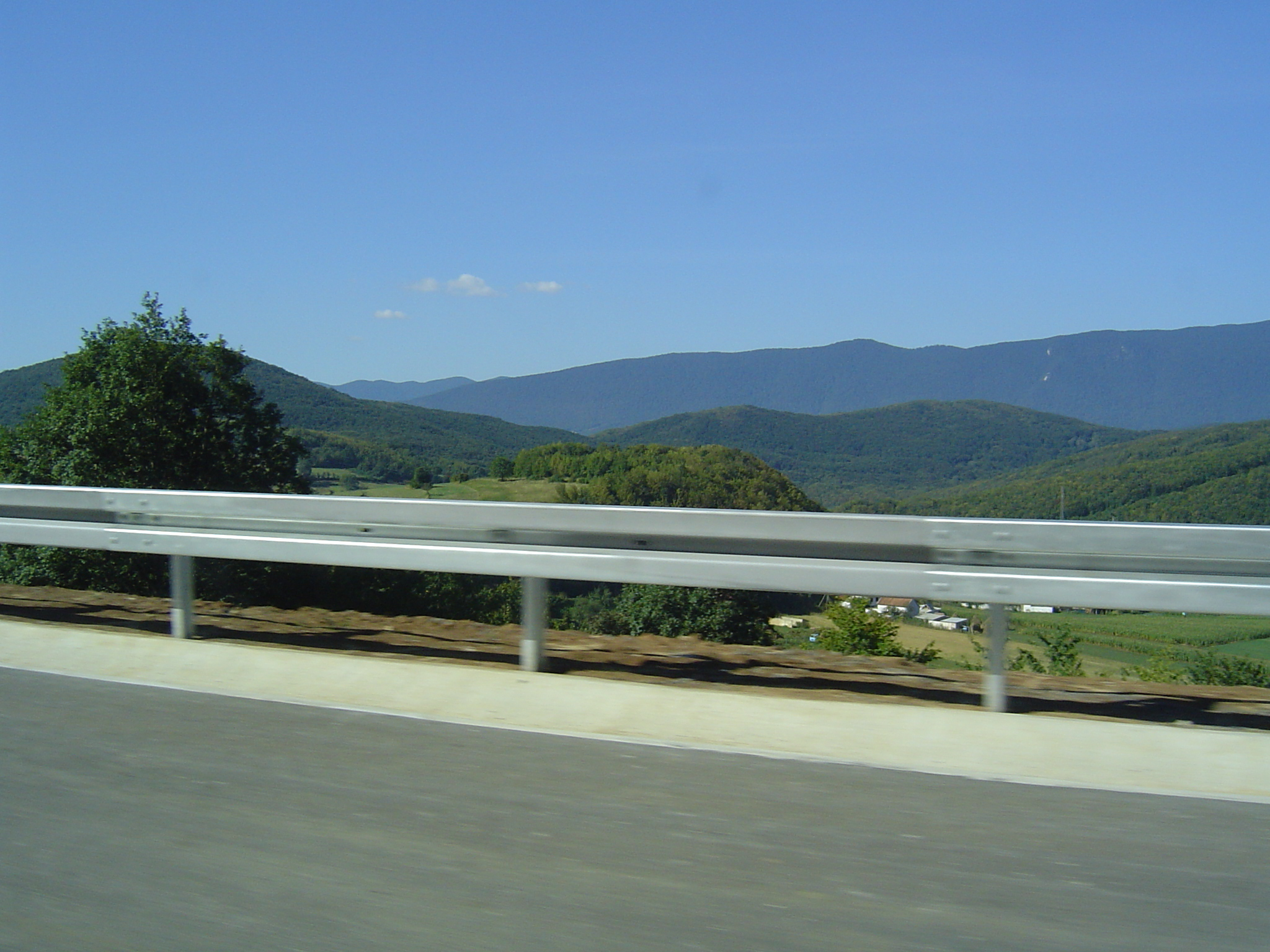
Vägräckesbalk på en motorväg

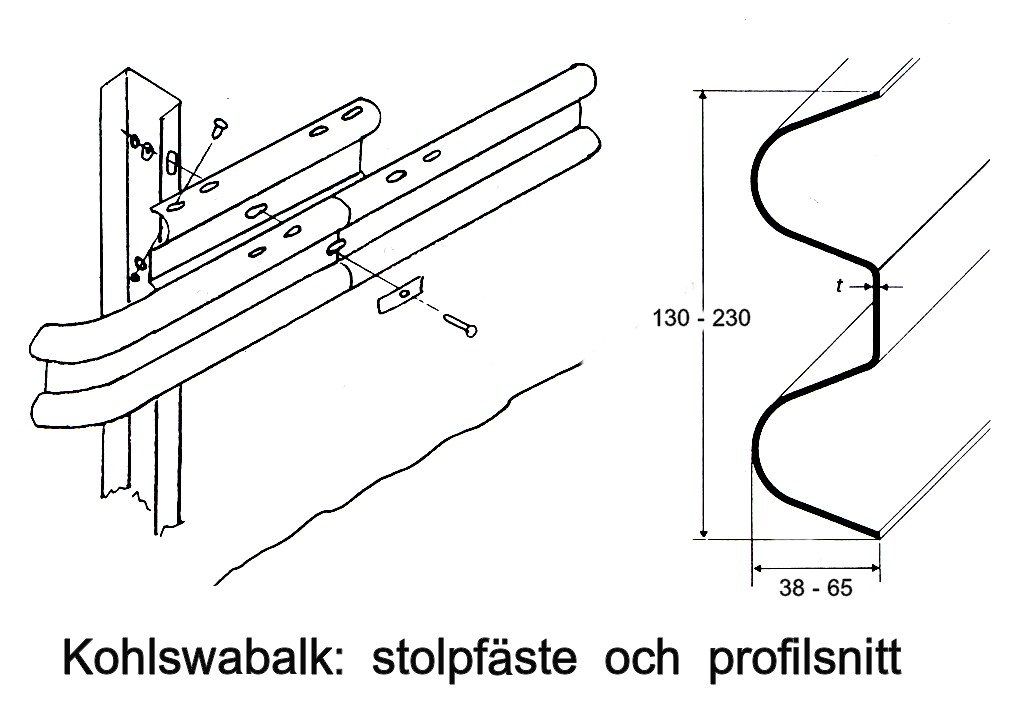
Kohlswabalken

En vägräckesbalk eller W-profil är en passiv skyddsanordning av metall vid gator och vägar.
Vägräckesbalken ska förhindra att ett fordon oavsiktligt lämnar körbanan och ska skydda anordningar vid sidan om vägbanan att bli påkörda. På så vis bidrar vägräckesbalken till att förhindra svåra olyckor. När till exempel en förare somnar vid ratten träffar hans fordon först på vägräckesbalken som förhindrar att det kolliderar med ett hinder vid sidan om vägen eller hamnar på motsatta körbanan vid en motorväg.
Beteckningen W-profil anspelar på balkens w-formade tvärsnittsprofil. Vägräckesbalkar tillverkas i Sverige huvudsakligen av galvaniserat stål. Ett alternativ till vägräckesbalken på svenska vägar, speciellt på mötesfria s.k. 2+1-vägar är vajerräcken, som fångar upp bilar mjukare och kräver mindre plats. Vajerräcken utgör dock en onödig olycksrisk för motorcyklister. De är därför borttagna från Nederländernas vägnät och inte längre tillåtna att nymonteras på vägar i Norge.

## Kohlswabalken
Kohlswabalken är en variant på W-formad stålprofil, närmare liknande ett B i tvärsnitt, och som ursprungligen tillverkades av Kohlswa Jernverks AB. Den började på 1960-talet användas till vägräcken ihop med betong- eller stålståndare och som avkörningsskydd för fordon på broräcken och liknande. Numera används istället W-profilen, en vägräckesbalk, som kan beskrivas som en grövre Kohlswabalk, och som uppfyller dagens högre krav på trafiksäkerhet. På lågtrafikerade vägar och som avvisarbalk och väggskydd i industribyggnader (t.ex. distributionsanläggningar) används dock Kohlswabalken fortfarande.